# Caryńskie
Caryńskie is een plaats in het Poolse district  Bieszczadzki, woiwodschap Subkarpaten. De plaats maakt deel uit van de gemeente Lutowiska en telt 3 inwoners.